# جوزپه بوگنانی
جوزپه بوگنانی (به ایتالیایی: Giuseppe Bognanni) (زاده ۱۸ ژوئیه ۱۹۴۷) کشتی گیر کشور ایتالیا است.